# Мужики за работой
«Мужики за работой» (англ. Men at Work) — американский ситком, созданный Брекин Мейер, который транслировался с 2012 по 2014 год на канале TBS. В главных ролях снимались Дэнни Мастерсон, Майкл Кэссиди, Адам Буш, Мередит Хагнер и Джеймс Лессер.

## Сюжет
Майло бросила девушка, изменив с каким-то Полом, он пытается забыть об этом, в этом ему помогают его друзья, Гиббс, Тайлер и Нил. Гиббс и Тайлер те ещё ловеласы и часто соревнуются между собой. Нил же наоборот, однолюб и встречается с Эми, дочерью босса, в которой работают Майло, Гиббс и Тайлер. Это история о дружбе и забавных ситуациях в классическом стиле ситуационных комедий. Вместе четверо друзей помогают друг другу разобраться в отношениях, дружбе и совместной работе в Нью-Йорке в одном журнале "Full Steam".

## В главных ролях
| Актёр           | Роль          |
| --------------- | ------------- |
| Дэнни Мастерсон | Майло Фостер  |
| Джеймс Лессер   | Гиббс         |
| Майкл Кэссиди   | Тайлер Митчел |
| Адам Буш        | Нил Брэдфорд  |
| Мередит Хагнер  | Эми Джордан   |

## Второстепенные роли
| Актёр            | Роль            |
| ---------------- | --------------- |
| Джей Кей Симмонс | Пи Джэй Джордан |
| Джоэл Дэвид Мур  | Доуг            |
| Стэфани Лэмелин  | Рэйчел          |
| Эми Смарт        | Лиза            |
| Пери Кэй Гилпин  | Алекс           |
| Сара Фэй Райт    | Молли           |
| Дэвид Крамхолц   | Майрон          |
| Марша Томасон    | Селена          |
| Келен Коулман    | Джуди           |

## Разработка и производство
Пилотный проект появился в списке разработчиков TBS в мае 2011 года. Сериал был создан Брекином Мейером, который также является исполнительным продюсером вместе с Джейми Тарсесом и Джулией Франц, а также продюсерскими компаниями Sony Pictures Television и FanFare Productions.
26 августа 2011 г. компания TBS разместила пилотный заказ на «Мужчины за работой».
В сентябре 2011 года Дэнни Мастерсон, Джеймс Лежер, Адам Буш и Майкл Кэссиди были выбраны на четыре главных роли, а Мастерсон сыграл роль Майло, недавно брошенного парня, друзья которого пытаются помочь ему вернуться на сцену свиданий; Лезур играет роль Гиббса, ловеласа и фотографа журнала; Буш играет роль Нила, репортера журнала и единственного в группе, у которого есть девушка; и Кэссиди в роли Тайлера, стильного писателя-художника. Мередит Хагнер стала последним дополнением к актёрскому составу в роли Эми, подруги Нила, чей отец владеет журналом. 6 января 2012 года канал TBS выбрал «Мужчины на работе» для первого сезона из 10 серий, премьера которого состоялась 24 мая 2012 года. Производство первого сезона началось в апреле 2012 года. 20 августа 2013 года канал TBS выбрал «Мужчины за работой» в третьем сезоне из 10 серий. Премьера третьего сезона состоялась 15 января 2014 года. 11 мая 2014 года канал TBS закрыл сериал «Мужчины на работе» после трех сезонов.